# 佐世保市立日宇中学校
佐世保市立日宇中学校（させぼしりつ ひうちゅうがっこう, Sasebo City Hiu Junior High School）とは、長崎県佐世保市日宇町にある公立中学校。

## 概要
歴史
1947年（昭和22年）の学制改革（六三制の実施）により開校。日宇国民学校初等科が新制佐世保市立日宇小学校に、高等科が新制佐世保市立日宇中学校に改編された。2016年（平成28年）に創立70周年を迎えた。
校区
日宇小学校・黒髪小学校・大塔小学校が校区。
校訓
「自主・努力・敬愛・健康」
校歌
作詞は浜野重郎、作曲は早川清一による。3番まであり、3番に校名の「日宇中学」が登場。
部活動
市中体では水泳部が男子4連覇、女子7連覇。

## 沿革
- 1947年（昭和22年）4月1日 - 学制改革により、「佐世保市立日宇中学校」が開校。当初は日宇小学校に併設。

## アクセス
最寄りの鉄道駅
- JR九州「日宇駅」下車徒歩20分。

最寄りのバス停
- 西肥バス（させぼバスも含む）「松川橋入口」もしくは「桜馬場」下車徒歩15分。

## 周辺
- 佐世保市立日宇小学校
- 長崎県立佐世保南高等学校
- ジャパネットたかた
- 佐世保市立黒髪小学校
- 佐世保市立大塔小学校
- TRIAL
- 佐世保中央病院
- マックスバリュ